# Pale di San Martino
Le Pale di San Martino (dette anche "Gruppo delle Pale") sono il gruppo montuoso  più esteso delle Dolomiti, con circa 240 km² di superficie, situate a cavallo tra Trentino orientale e Veneto (provincia di Belluno), nella zona compresa tra Primiero (valli del Cismon, del Canali, val Travignolo), Valle del Biois (Falcade, Canale d'Agordo) e Agordino.
Nel settore centrale del gruppo, studiato per la prima volta dal marchese Déodat de Dolomieu nel 1788, costituito da dolomia, roccia sedimentaria formata da doppio carbonato di calcio e magnesio, si estende l'altopiano delle Pale di San Martino, su una superficie di circa 50 km², formando un enorme tavolato vuoto, roccioso e quasi lunare che oscilla tra i 2500 e i 2800 m s.l.m. di altitudine. 
La parte del gruppo estesa in Trentino è interamente compresa nel Parco naturale Paneveggio - Pale di San Martino. Secondo alcune fonti il gruppo avrebbe ispirato lo scrittore bellunese Dino Buzzati (grande amante della catena) nell'ambientazione del suo romanzo Il deserto dei Tartari. Per l'eccezionale valore universale di questa bellezza naturale, il sistema geologico delle Pale è incluso nel sito "Le Dolomiti", dichiarato nel 2009 patrimonio dell'umanità dall'UNESCO.

## Il toponimo
Il termine Pala deriva dal nome che veniva utilizzato localmente per indicare le rive e i pendii erbosi situati alla base della catena. Per estensione andò poi a definire l'intero gruppo montuoso. I primi alpinisti, in maggioranza britannici, dopo aver compiuto le prime escursioni e aperto alcune vie, nelle loro memorie indicarono originariamente il complesso montuoso con i termini di Dolomiti di Primiero o Gruppo delle Pale.
Solo in un secondo tempo, con il diffondersi della pratica del turismo montano e la costruzione di strade carrozzabili che favorirono la crescita di San Martino di Castrozza, divennero note universalmente nel mondo alpinistico come Pale di San Martino.

## Storia
La storia alpinistica delle Pale di San Martino è molto complessa: l'alpinismo, sebbene sia approdato su queste montagne poco dopo la salita di Ball al Pelmo, ha seguito uno sviluppo diverso a seconda dei settori del massiccio: una prima fase di esplorazione e di conquista sistematica delle vette è quella avvenuta nella seconda metà del XIX secolo; poi si è avuta la seconda fase di esplorazione delle varie pareti del massiccio, che va dai primi del '900 fino alla Seconda Guerra Mondiale; la terza fase è quella che arriva ai giorni nostri e comprende anche l'arrampicata sportiva. È in questo ultimo periodo che alcune delle cime e delle pareti più ambite e famose (come la Pala di San Martino e il Gruppo del Focobòn) perdono interesse, mentre altre continuano ad esercitare un'attrazione per gli alpinisti (come il Sass Maòr e la Cima della Madonna, il gruppo della Val Canali) ed altre ancora rimangono neglette dai più (il gruppo della Croda Granda).
Pertanto, per una storia più dettagliata si rimanda alle singole e più importanti cime elencate più in basso.
I primi viaggiatori e alpinisti che arrivarono sulla catena furono inglesi: Josiah Gilbert e George Cheethmann Churchill, incuriositi da una raffigurazione pittorica delle montagne e dell'ambiente naturale, giunsero in Primiero nel 1862, raccogliendo informazioni che poi trasferirono nella loro guida The Dolomites Mountains (1864).
Nel 1864 arrivò nella valle del Cismón un altro gruppo di alpinisti: tra questi John Ball, che definì il Cimon della Pala il Cervino delle Dolomiti, e Douglas William Freshfield, che si inoltrò per primo negli alti passi del gruppo, raggiungendo assieme ad altri inglesi Primiero da Agordo, percorrendo il Passo Canali (2497 m s.l.m.), per poi proseguire per San Martino.
Una descrizione delle montagne e delle vallate ai piedi delle Pale è rappresentata dallo scritto di Amelia Edwards, Untrodden peaks and unfrequented valleys (Cime inviolate e valli sconosciute), del 1872. La Edwards si stupì della presenza in questa zona delle Dolomiti di paesi di una certa importanza, economicamente sviluppati e ricchi di testimonianze artistiche (Fiera di Primiero, Agordo, Predazzo), ma molto difficili nell'accesso, collegati tra loro solo da mulattiere, lungo le quali si incontravano villaggi molto poveri. Giunta ai piedi della vetta del Cimone, lo paragonò ad una "tomba faraonica, con quel pinnacolo piramidale sulla cima."
Il 3 giugno 1870 l'inglese E.R. Whitwell, Santo Siorpaes (di Cortina d'Ampezzo) e Christian Lauener (svizzero di Lauterbrunnen) raggiunsero per primi la cima del Cimon della Pala (3184 m s.l.m.), attraverso il ghiacciaio del Travignolo e il versante nord. Affrontando la montagna da questo lato, che offre una prospettiva fallace, essi ritennero erroneamente che il Cimon fosse la vetta più alta dell'intera catena.
Due anni più tardi, Freshfield e Charles C. Tucker riuscirono a conquistare la cima effettivamente più alta (sebbene di pochi metri), la Vezzana (3192 m s.l.m.).
Nel 1875 venne vinto l'Agnèr da Cesare Tomè e compagni e, successivamente nello stesso anno, cadde anche il Sass Maòr.
Il 23 giugno del 1878 Alfred von Pallavicini, Julius Meurer, Santo Siorpaes, Angelo Dimai e il primierotto Michele Bettega (uno dei primi alpinisti del gruppo delle Aquile di San Martino) riuscirono a salire la vetta tecnicamente più ostica della catena, la Pala di San Martino (2982 m s.l.m.).
Dopo questa serie di conquiste vennero salite, tra il 1888 ed il 1900 anche quasi tutte le vette minori dei vari sottogruppi: sono gli anni di Bortolo Zagonel, Ludwig Darmstädter, Leon Treptow, Thomas Oberwalder, dei fratelli Von Radio-Radiis ed altri.
Le conquiste più significative del periodo sono lo spigolo nord-ovest del Cimòn della Pala (Melzi-Zecchini nel 1893), la salita invernale della Croda Granda (Schuster e Zecchini nel 1900) e la salita solitaria della Cima della Madonna (Winkler nel 1886).
Dopo questa fase prolifica di ascensioni, agli albori del XX secolo comincia l'esplorazione delle grandi pareti e i più attivi sono i tedeschi Plaichinger, Hamburger, Teifel, Hoffmüller, ed altri; dopodiché scoppia la Grande Guerra nel 1914 e le attività sono bloccate.
L'alpinismo sulle Pale riprende dopo il 1918 e, nel ventennio che intercorre tra i due conflitti mondiali, vi è una grande ripresa dell'alpinismo sul massiccio: a cominciare da Gunther Langes, che nel 1920 sale per primo l'elegante spigolo della Cima della Madonna, noto come Spigolo del Velo, già tentato da Angelo Dibona, poi altre decine di itinerari su tutte le Pale. L'anno successivo è la volta del grande appicco nord dell'Agnèr, la più alta parete dolomitica, vinta da Francesco Jori, Arturo Andreoletti ed Alberto Zanutti, mentre tra il 1926 ed il 1930 operano sulle Pale Emil Solleder e Fritz Wiessner: il primo apre una serie di fortunate vie, come la parete est del Sass Maòr (primo VI grado delle Pale di San Martino), la nord della Pala di San Martino, lo spigolo della Cima Immink; il secondo opera nella Val Canali, tracciando alcuni itinerari che diventano molto famosi (lo spigolo ovest del Sass d'Ortiga, la parete sud della Cima dei Lastei).
Tra il 1932 ed il 1935 operano sul massiccio: Celso Gilberti, che con Oscar Soravito supera lo spigolo nord dell'Agnèr nel 1932; Ettore Castiglioni, che apre ben 7 vie sulle Pale (spesso col suo compagno Bruno Detassis) nel solo 1934, Alvise Andrich, che traccia una nuova via di VI sul Cimòn della Pala ed un'altra via sulla parete sud della Cima Val di Roda, e i tedeschi Bertl e Kleisl, che aprono vie sul Cimòn della Pala.
Lo scoppio della Seconda Guerra Mondiale frena nuovamente l'attività sul gruppo, che però prosegue in sordina con l'opera della guida di Primiero Gabriele Franceschini, che tra gli anni '40 e '50 apre circa un centinaio di vie sulle montagne di casa, molte delle quali diventano delle classiche negli anni successivi.
Gli anni '60 sono quelli delle direttissime e vi è un nuovo fiorire di itinerari su tutte le pareti del massiccio: 1963 la direttissima delle Fiamme Gialle al Cimòn della Pala, 1964 la diretta alla parete sud-est del Sass Maòr, 1967 la Sudtirolesi alla nord-est dell'Agnèr, 1969 la via Settimo Bonvecchio alla Pala di San Martino, e così via. Sono anche gli anni delle grandi salite invernali, come la via Jori all'Agnèr, portata a termine nel 1968 da Reinhold Messner. In questo periodo operano sulle Pale Renzo Timillero "Ghigno", Claudio Barbier, Renato Gobbato e Carlo Andrich, oltre ai finanzieri Quinto Scalet e P. de Lazzer. Nella seconda metà del decennio si fanno avanti anche i fratelli Camillo e Gianpaolo de Paoli, Bepi Pellegrinon, Toni Marchesini che susciterà polemiche per le sue "silenziose" salite solitarie, ed Hans Frisch, autore di una splendida ed ambita salita sulla Pala del Rifugio.
Il decennio successivo vede all'opera Enzo Cozzolino nel gruppo dell'Agnèr e sulla Pala di San Martino: le sue vie sono temute ed ammirate per l'arditezza dell'apertura, ognuna con meno di 10 chiodi e su pareti sperdute. Benvenuto Laritti e Guido Pagani sono altri due forti alpinisti delle Fiamme Gialle, che aprono numerosi itinerari sulle muraglie ancora inesplorate del massiccio; è però nel 1978 che si affaccia per la prima volta sul palcoscenico delle Pale uno dei più affezionati scalatori: Maurizio Zanolla, detto Manolo. La sua prima via nel posto è la via dei Piazaroi sulla Cima della Madonna, che raggiunge il grado massimo di VII e A4 (oggi VIII-). Poi ripercorre in libera la Biasin-Scalet nel 1979, valutando difficoltà di IX. Nel 1980 è di nuovo la volta del Sass Maòr con la via Supermatita, aperta con poco materiale e con difficoltà in apertura fino al VII-, su roccia friabile. Da questa c'è poi un susseguirsi di itinerari di ogni genere di difficoltà, passando per Nurejev (X-/8a) ed el Marubio (IX/7c) fino alla recentissima Cani morti sul Campanile Basso dei Lastei (X/8b).
Gli anni '80, anch'essi prolifici di scalate di tutti i generi, vedono all'opera principalmente Renzo e Giacomo Corona, Riccardo Bee e Lorenzo Massarotto. I primi due aprono in vent'anni numerosi itinerari ed effettuano anche delle prime invernali; il terzo esplora principalmente l'Agnèr, dove traccia in solitaria dei percorsi temerari; l'ultimo apre una quantità impressionante di vie nel gruppo dell'Agnèr, esplorando tutto il massiccio, in Val d'Angheràz ed in Val Canali, ed effettua anche prime invernali e concatenamenti (celebre quello tra la Vinci-Bernasconi sull'Agnèr e lo Spigolo Dal Bianco sulla Torre Armena).
Ai giorni nostri continua l'attività esplorativa delle Pale di San Martino e vengono ancora tracciate nuove vie, anche se con un ritmo meno serrato rispetto a prima.
Diversi sono stati i cedimenti della roccia dolomitica negli anni. I più recenti sono stati nel 2008, sul pilastro Castiglioni, e nel dicembre 2011, quando un cuneo roccioso della dimensione di 150x300 metri circa è franato dalla parete est del Sass Maor, cancellando parzialmente 3 vie alpine.

## Descrizione

### Classificazione
La SOIUSA classifica le Pale di San Martino come un gruppo alpino delle Dolomiti di Feltre e delle Pale di San Martino e vi attribuisce il codice SOIUSA: II/C-31.IV-A.1

### Suddivisione
Le vette delle Pale, uno dei gruppi dolomitici più estesi, possono essere raggruppate in cinque settori, a loro volta suddivisi in diversi sottogruppi:
- Settore settentrionale
  - Sottogruppo del Mulaz (a)
  - Sottogruppo del Focobon (b)
  - Sottogruppo del Cimon della Stia (c)
  - Sottogruppo dei Bureloni (d)
  - Sottogruppo della Vezzana (e)
- Settore di San Martino
  - Sottogruppo del Cimon della Pala (f)
  - Sottogruppo della Rosetta (g)
  - Sottogruppo della Pala di San Martino (h)
  - Sottogruppo della Val di Roda (i)
  - Sottogruppo del Sass Maor (j)
- Settore centrale
  - Sottogruppo della Fradusta (k)
  - Sottogruppo della Cima Canali (l)
  - Altopiano delle Pale di San Martino (m)
- Settore di San Lucano
  - Sottogruppo di Pape (n)
  - Sottogruppo delle Pale di San Lucano (o)
- Settore meridionale
  - Sottogruppo del Marmor (p)
  - Sottogruppo di Val Canali (q)
  - Sottogruppo della Croda Grande (r)
  - Sottogruppo dei Lastei d'Agner (s)
  - Sottogruppo dell'Agner (t)

### Principali cime per altezza massima
- Cima della Vezzana (3192 m s.l.m.)
- Cimon della Pala     (3184 m s.l.m.)
- Cima dei Bureloni     (3130 m s.l.m.)
- Il Nuvolo (3075 m s.l.m.)
- Cima delle Zirocole (3058 m s.l.m.)
- Cima del Focobon     (3054 m s.l.m.)
- Campanile Val Strut (3049 m s.l.m.)
- Cima di Valgrande     (3038 m s.l.m.
- Cima di Campido (3001 m s.l.m.)
- Campanile Valgrande     (2995 m s.l.m.)
- Pala di San Martino     (2982 m s.l.m.)
- Campanile del Focobon (2969 m s.l.m.)
- Croda della Pala (2960 m s.l.m.)
- Cima delle Fede     (2953 m s.l.m.)
- Cima delle Comelle (2951 m s.l.m.)
- Cima Fradusta (2939 m s.l.m.)
- Mulaz (2906 m s.l.m.)
- Cima Canali (2900 m s.l.m.)
- Monte Agner (2872 m s.l.m.)
- Croda Granda (2849 m s.l.m.)
- Cima dei Lastei  (2846 m s.l.m.)
- Campanile alto dei Lastei di Focobon (2845 m s.l.m.)
- Lastei d’Agner d’Agordino (2861 m s.l.m.)
- Campanile basso di Focobon (2828 m s.l.m.)
- Sass Maor (2814 m s.l.m.)
- Cima Zopel di Focobon (2813 m s.l.m.)
- Cima di Manstorna - (2816 m s.l.m.)
- Cima di Ball (2802 m s.l.m.)
- Campanile     di Mezzo dei Lastei di Focobon (2775 m s.l.m.)
- Cima Corona di V (2768 m s.l.m.)
- Cima della Madonna     (2752 m s.l.m.)
- Rosetta     (2743 m s.l.m.)
- Sass da Camp d’Agordino     (2733 m s.l.m.)
- Cima La Beta d’Agner d’Agordino (2723 m s.l.m.)
- Gruppo dei Lastei di Focobon (2721 m s.l.m.)
- Sass d'Ortiga d’Agordino (2649 m s.l.m.)
- Cima di Val Gares (2608 m s.l.m.)
- Sasso Arduini di Focobon (2582 m s.l.m.)
- Sasso delle Lede di Primiero (2580 m s.l.m.)
- Torre Bettega (2506 m s.l.m.)
- Cima delle Pape d’Agordino (2503 m s.l.m.)
- Cima Cimerlo di Primiero (2503 m s.l.m.)
- Cima Sforcelloni d’Agordino (2500 m s.l.m.)
- Cima Tromba del Miel d’Agordino (2467 m s.l.m.)
- Col Becher d’Agordino (2444 m s.l.m.)
- Monte San Lucano  d’Agordino (2409 m s.l.m.)
- Sasso Bianco d’Agordino - (2407 m s.l.m.)
- Pale di San Lucano d’Agordino, n.7 Cime (2403 m s.l.m.)
- Cima della Venegiota di Focobon  (2401 m s.l.m.)
- Cima d’Oltro di Primiero (2396 m s.l.m.)
- Cimon della Stia di Val Gares (2391 m s.l.m.)
- Cima El Cor d’Agordino (2380 m s.l.m.)
- Piz Zorlet d’Agordino (2378 m s.l.m.)
- Cima Cadalora di Focobon (2313 m s.l.m.)

### Ghiacciai
- Ghiacciaio del Travignolo
- Ghiacciaio della Fradusta
- Ghiacciaio delle Zirocole
- Ghiacciaio del Focobon
- Ghiacciaio di Val Strut
- Busa dei camosci
- Ghiacciaio del Marmor
- Ghiacciaio della Val dei Cantoni

### Principali rifugi alpini

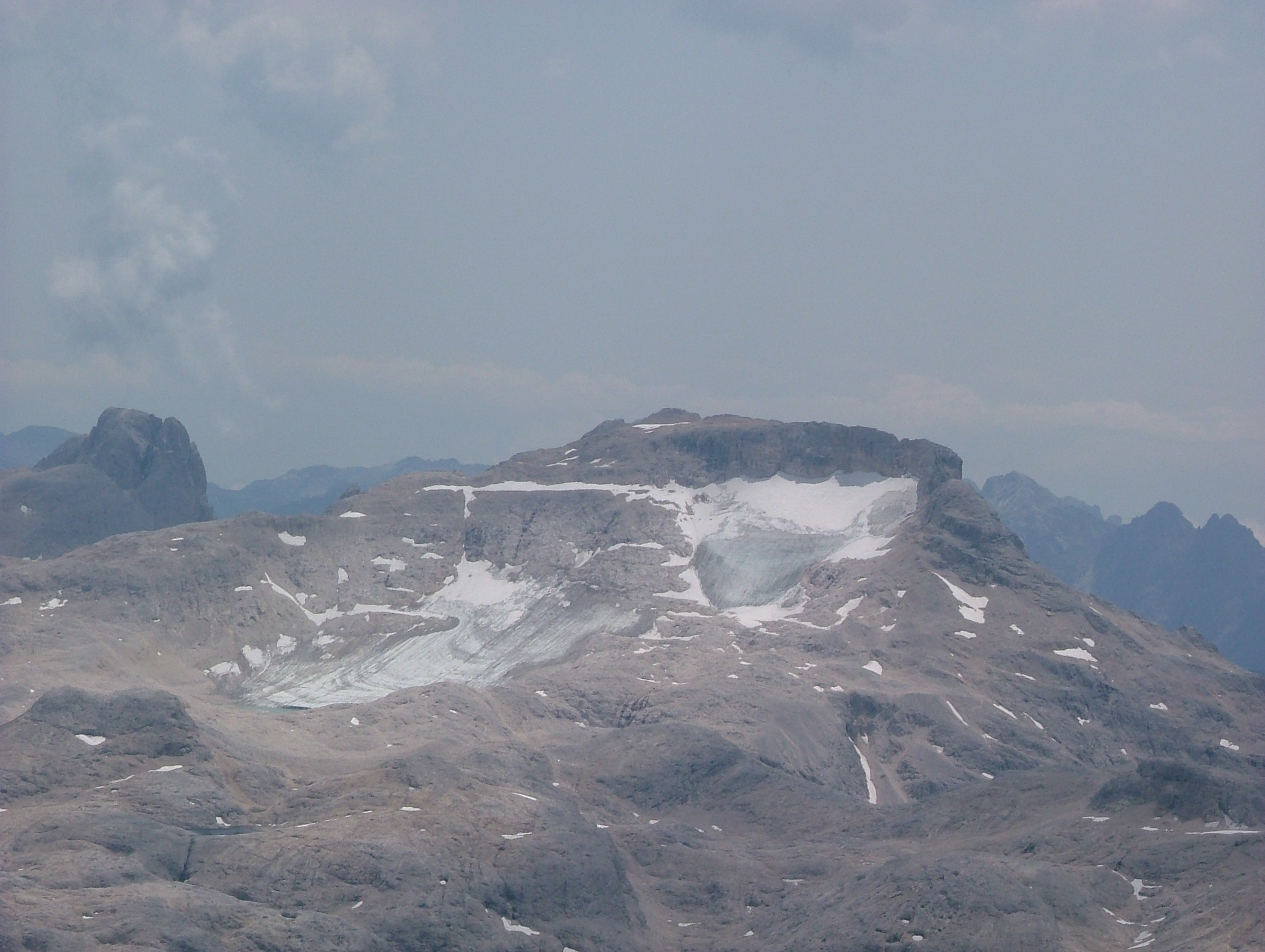
Ghiacciaio della Fradusta

- Rifugio Pedrotti alla Rosetta 2581 m. - Altopiano/Settore centrale
- Rifugio Velo della Madonna 2358 m. - Settore centrale
- Rifugio Volpi al Mulaz 2571 m. - Settore settentrionale
- Rifugio Pradidali 2278 m. - Val Pradidali
- Rifugio Capanna Cervino 2084 m - sopra il passo Rolle
- Rifugio Canali-Treviso 1631 m. - Alta Val Canali
- Rifugio Scarpa-Gurekian 1735 m. - Monte Agnèr
- Baita Segantini 2200 m. - sopra il Passo Rolle

### Principali bivacchi

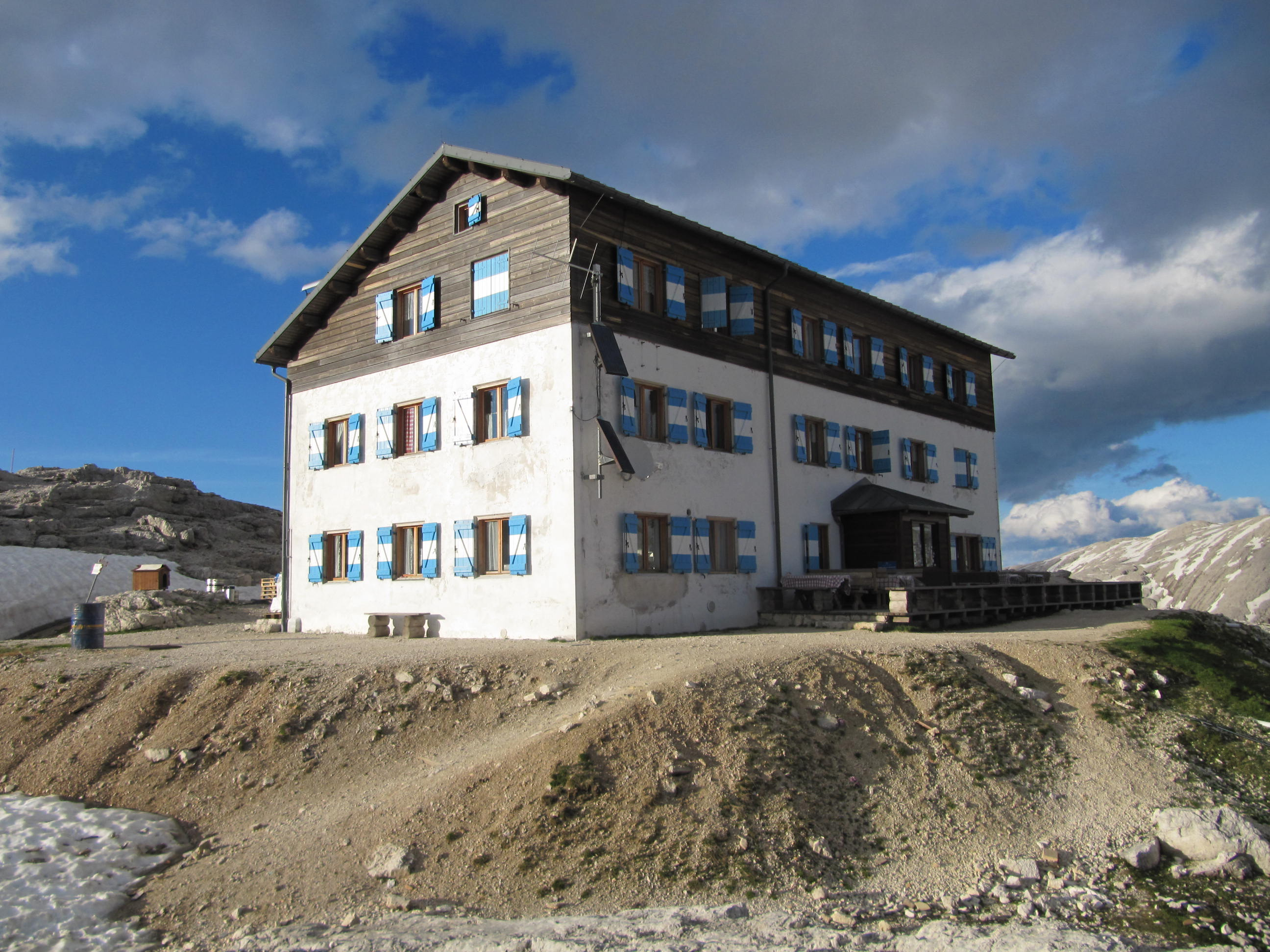
Rifugio Giovanni Pedrotti

- Bivacco Minazio 2250 m. - Valon delle Lede/Alta Val Canali
- Bivacco Brunner 2655 m. - Val Strutt
- Bivacco Fiamme Gialle 3005 m. - Cimon della Pala/Settore centrale
- Bivacco Giancarlo Biasin 2645 m. - Settore meridionale - Monte Agner
- Bivacco Guide Alpine 2982 m. - Vetta della Pala di San Martino/Settore centrale
- Bivacco Reali 2515 m. - Settore meridionale

### Vie ferrate e sentieri attrezzati
- Via ferrata Bolver-Lugli al Cimon della Pala
- Via ferrata Gabitta d'Ignoti
- Via ferrata del Velo
- Via ferrata Stella Alpina
- Sentiero attrezzato "Dino Buzzati"
- Sentiero attrezzato "Nico Gusella"
- Sentiero attrezzato "Camillo Depaoli"
- Sentiero attrezzato del Passo di Ball
- Sentiero attrezzato del Cacciatore

### Temperature record
- −42,6 °C in una conca della provincia di Trento (9 gennaio 2009);
- −47,0 °C nella Busa di Manna a 2500 m s.l.m. (30 gennaio 2010);
- −48,3 °C nella dolina di Busa Fradusta (27 dicembre 2010);
- −49,6 °C nella Fradusta (10 febbraio 2013), temperatura più bassa mai registrata in Italia[5].

## Citazioni
Le Pale di San Martino sono state descritte in un libro di viaggio ottocentesco, scritto da una delle prime escursioniste della storia delle Dolomiti, Amelia Edwards; in un romanzo di uno dei più famosi scrittori austriaci del Novecento, Arthur Schnitzler; e dal geografo Cesare Battisti:
(...)
Il Cimon della Pala nella forma assomiglia ad una tomba faraonica, con quel pinnacolo piramidale sulla cima. Neppure il Cervino, che pure offre a chi lo guarda un aspetto crudele e ha alle spalle una lunga storia di tragedie, dà una tale misura della nostra piccolezza come il Cimon della Pala e incute una sensazione di smarrimento e paura»
(Amelia Edwards, Cime inviolate e valli sconosciute, 1872)
(Arthur Schnitzler, La signorina Else, 1924)
(Cesare Battisti)

## Galleria d'immagini

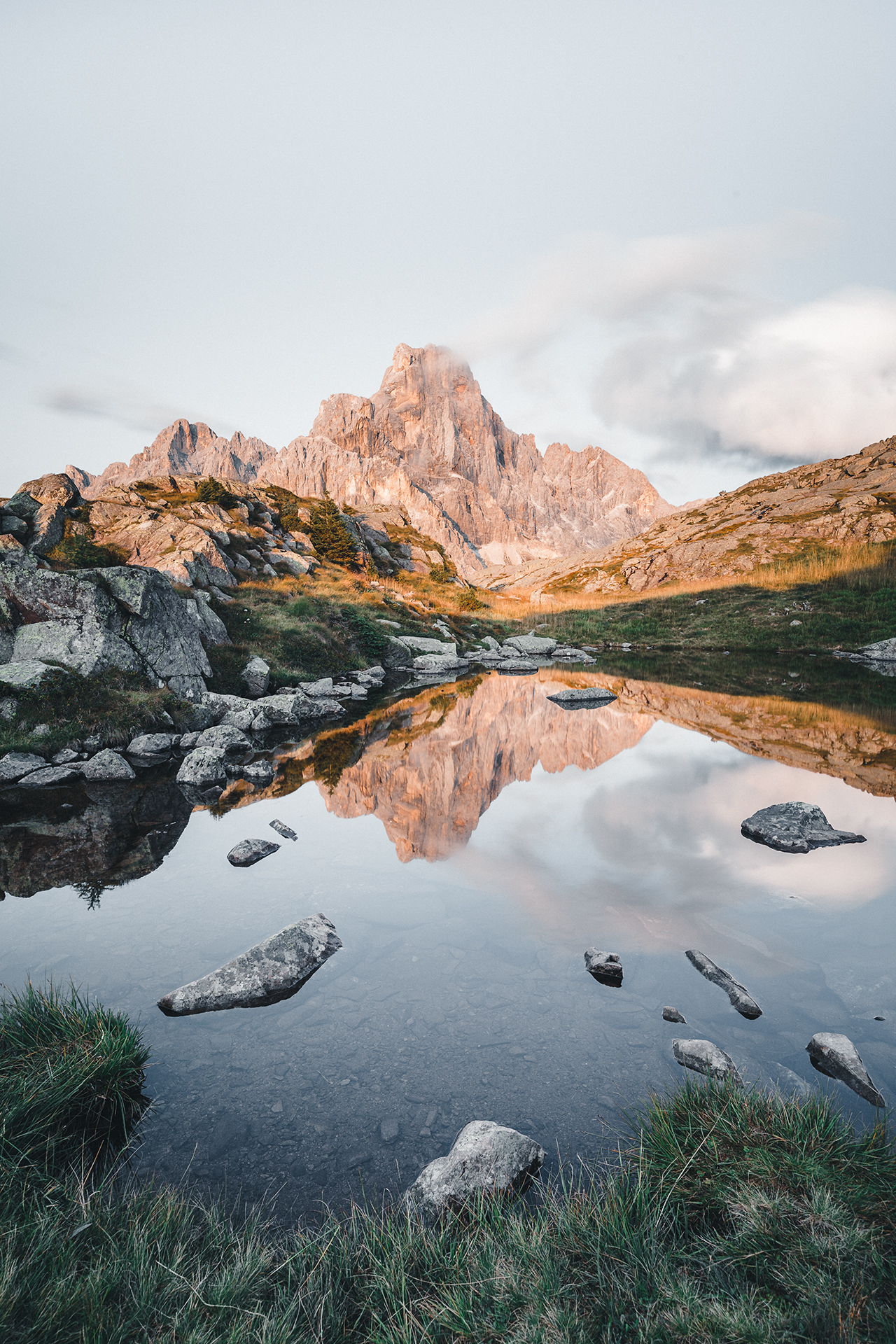
Le Pale di San Martino.
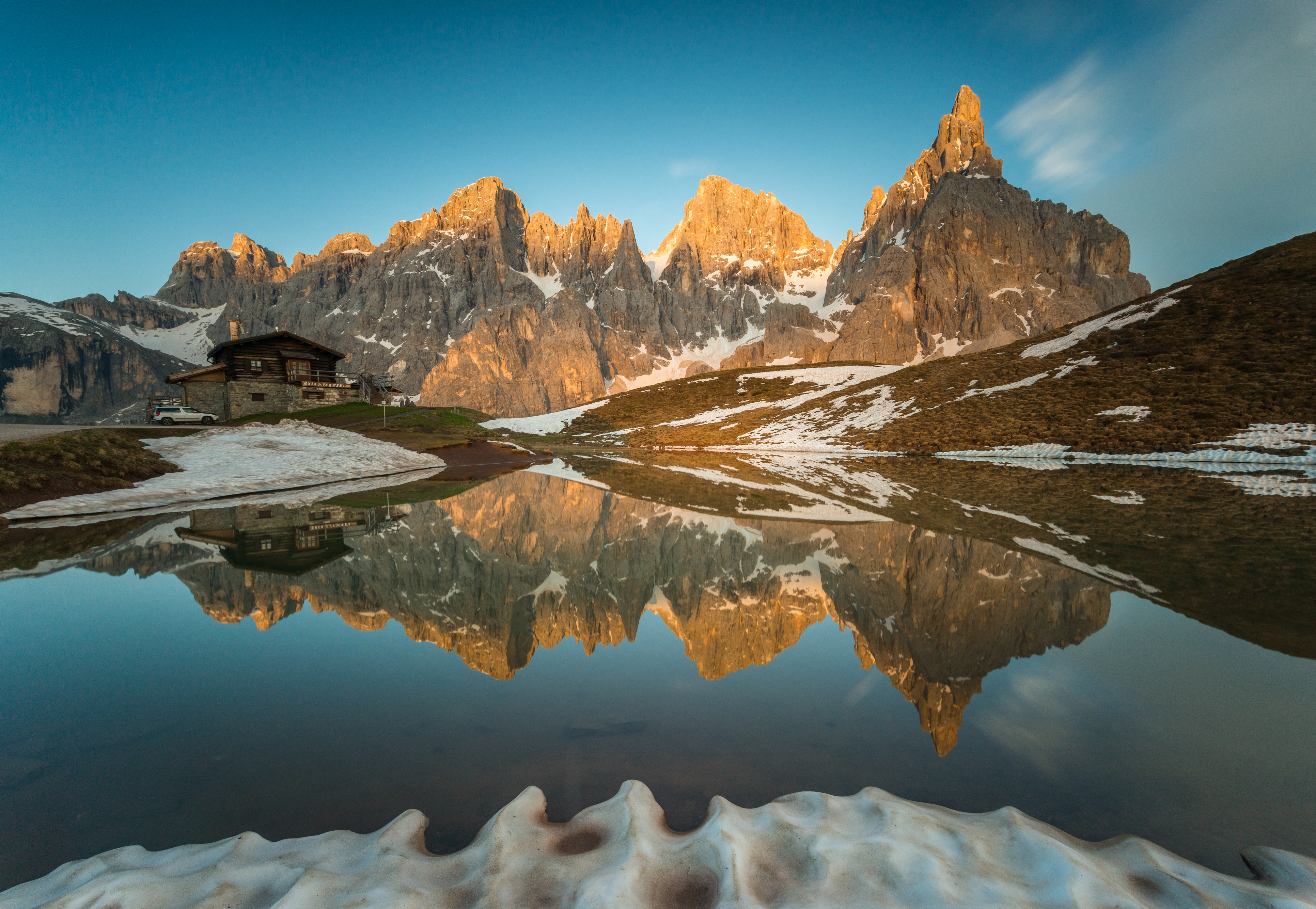
Le Pale di San Martino viste dalla Baita Segantini.
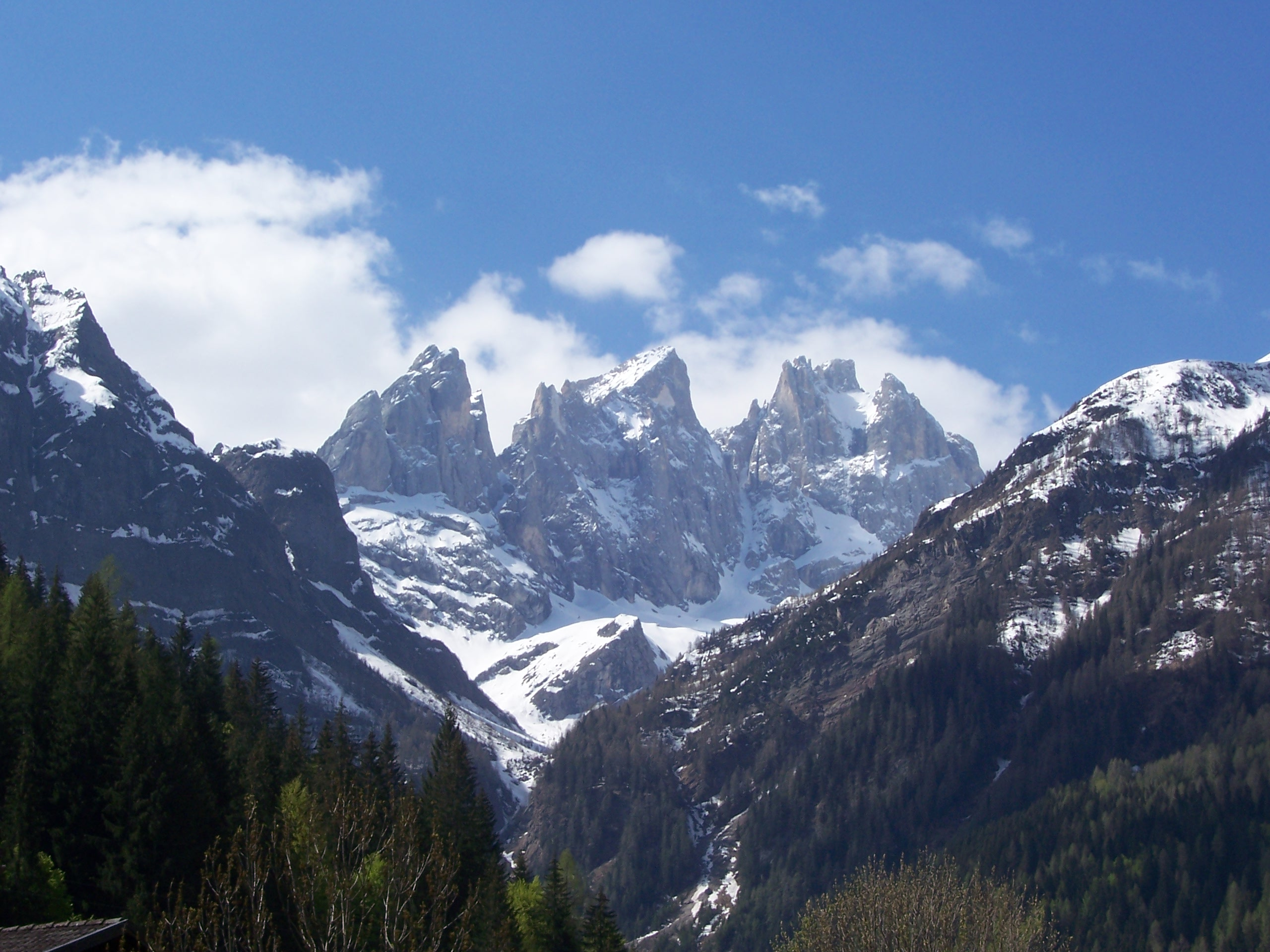
Il Gruppo del Focobon.
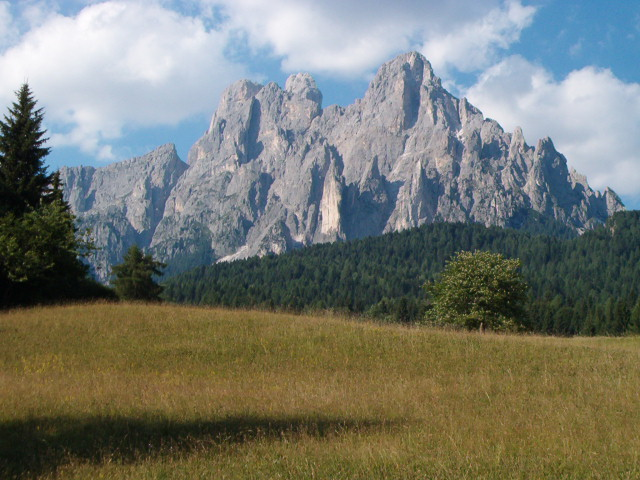
Cima Madonna, Sass Màor e Cima Cimerlo viste da Prati Poline.
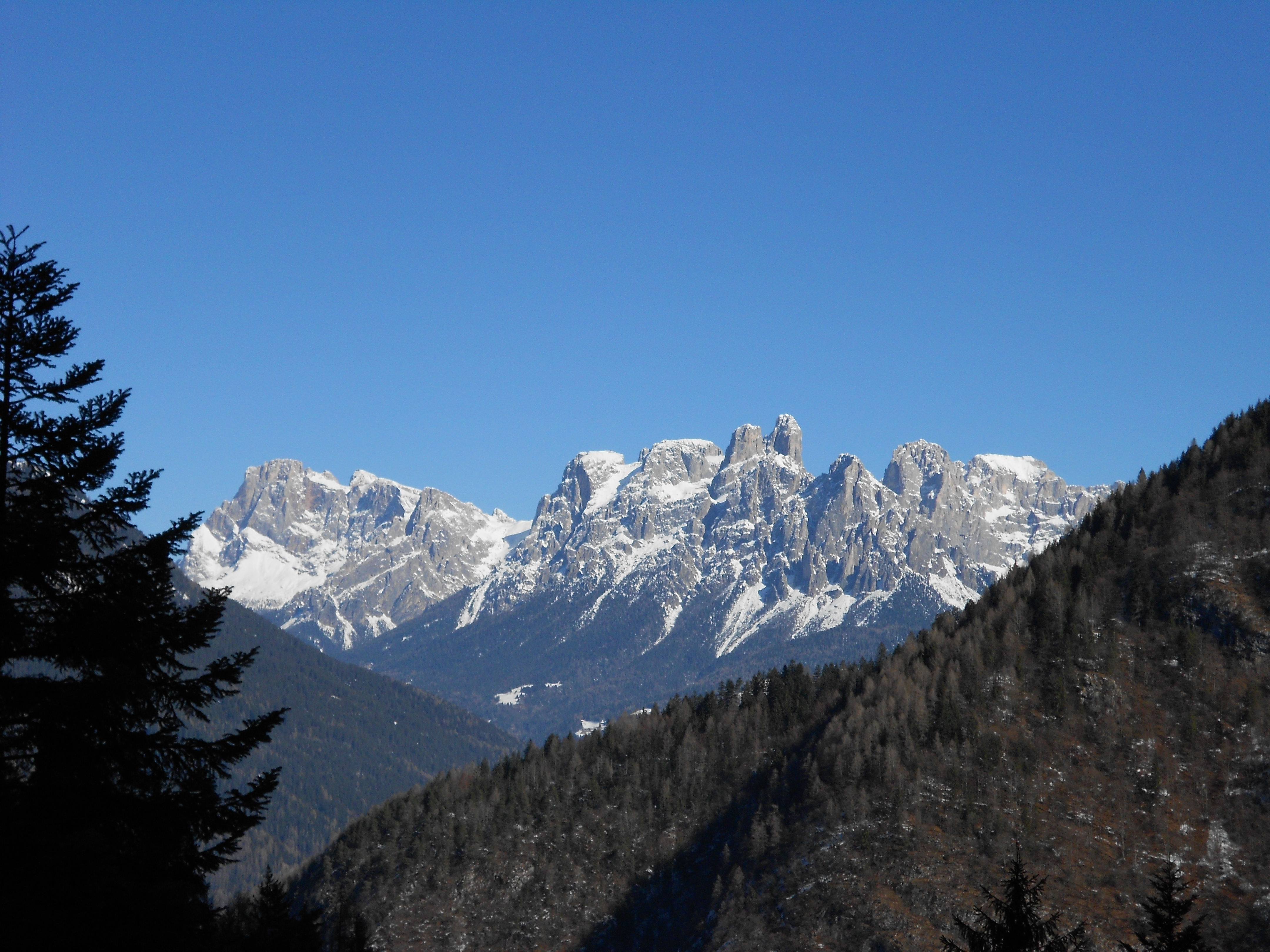
Le Pale de San Martino viste dal Monte Vederna.
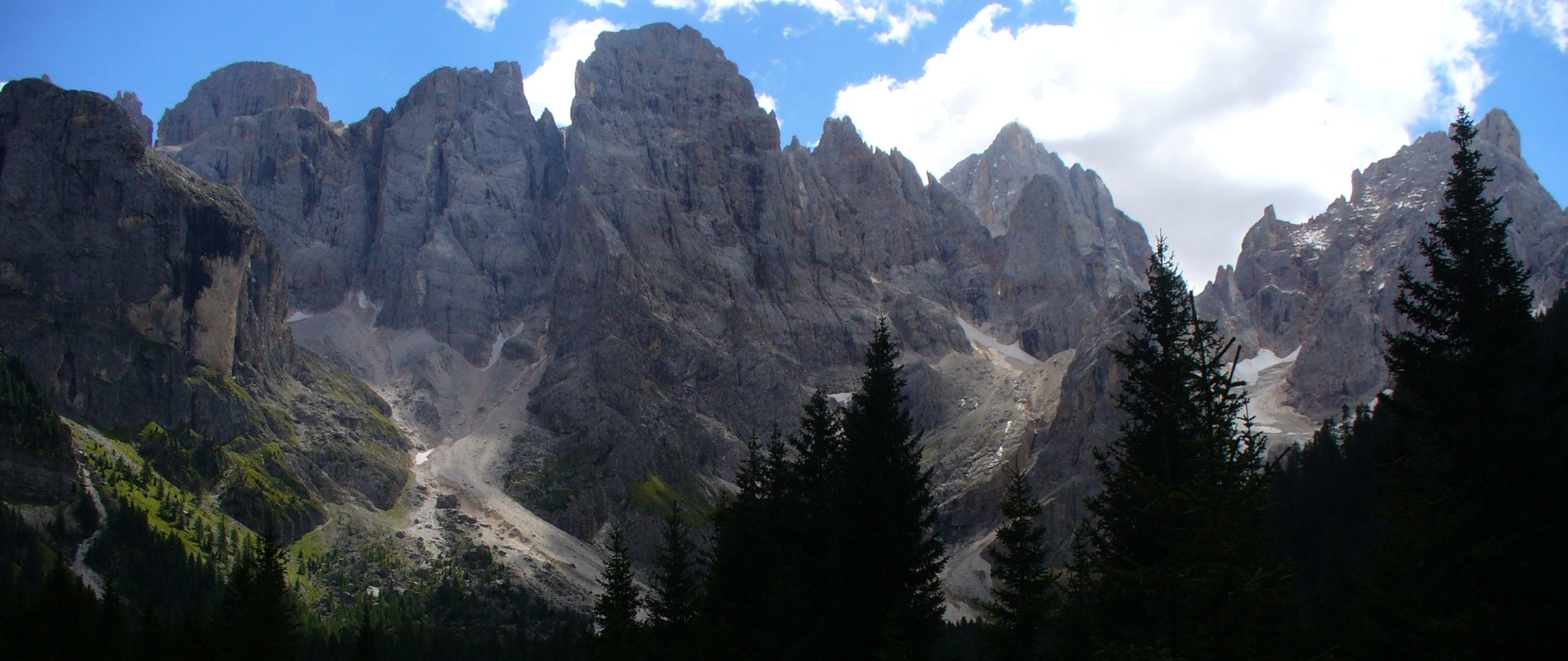
Cima di Val Grande, Cima della Vezzana e Cimon della Pala visti dalla Val Venegia.
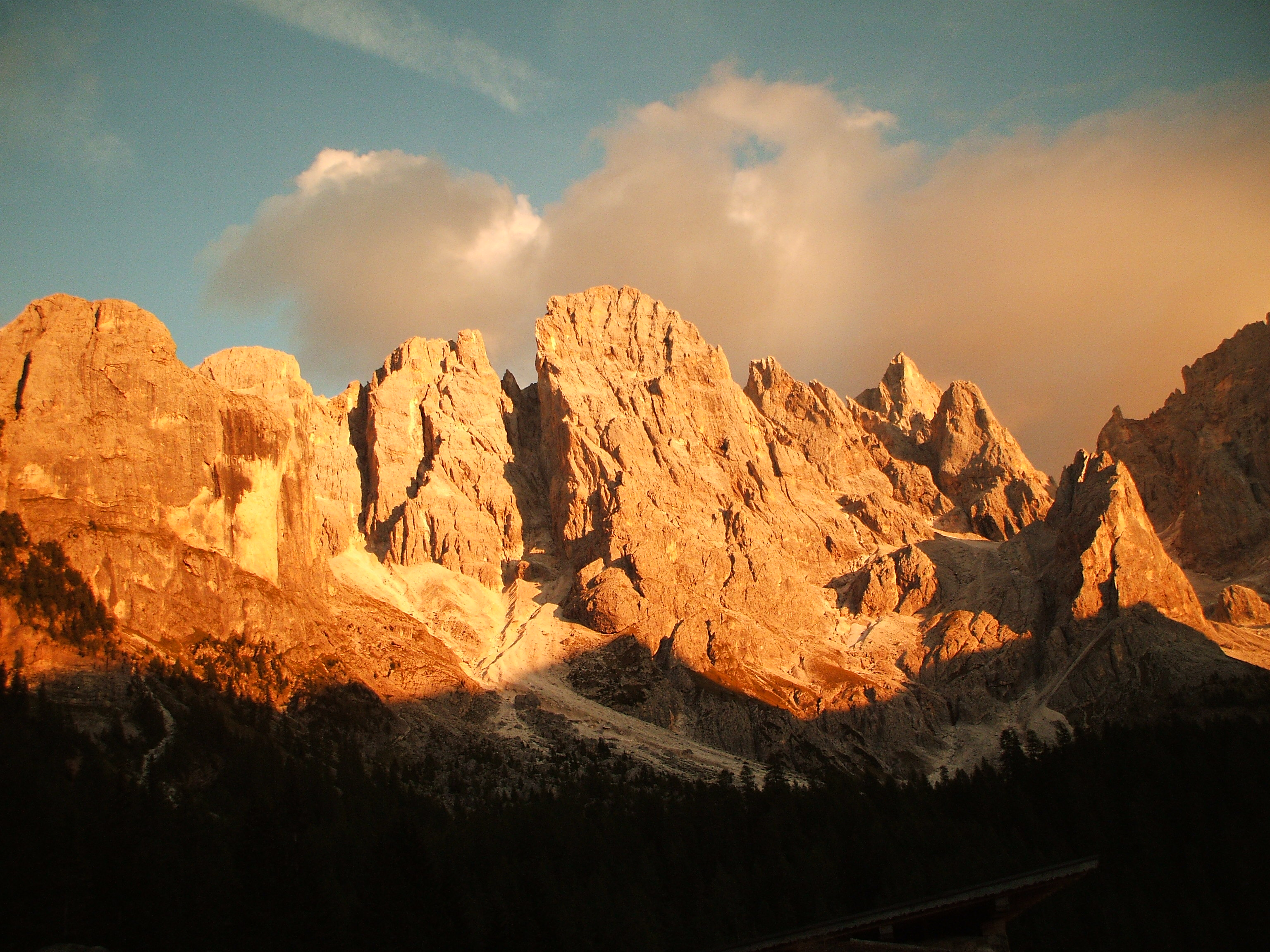
Tramonto su Cima della Vezzana e Cimon della Pala dalla Val Venegia.
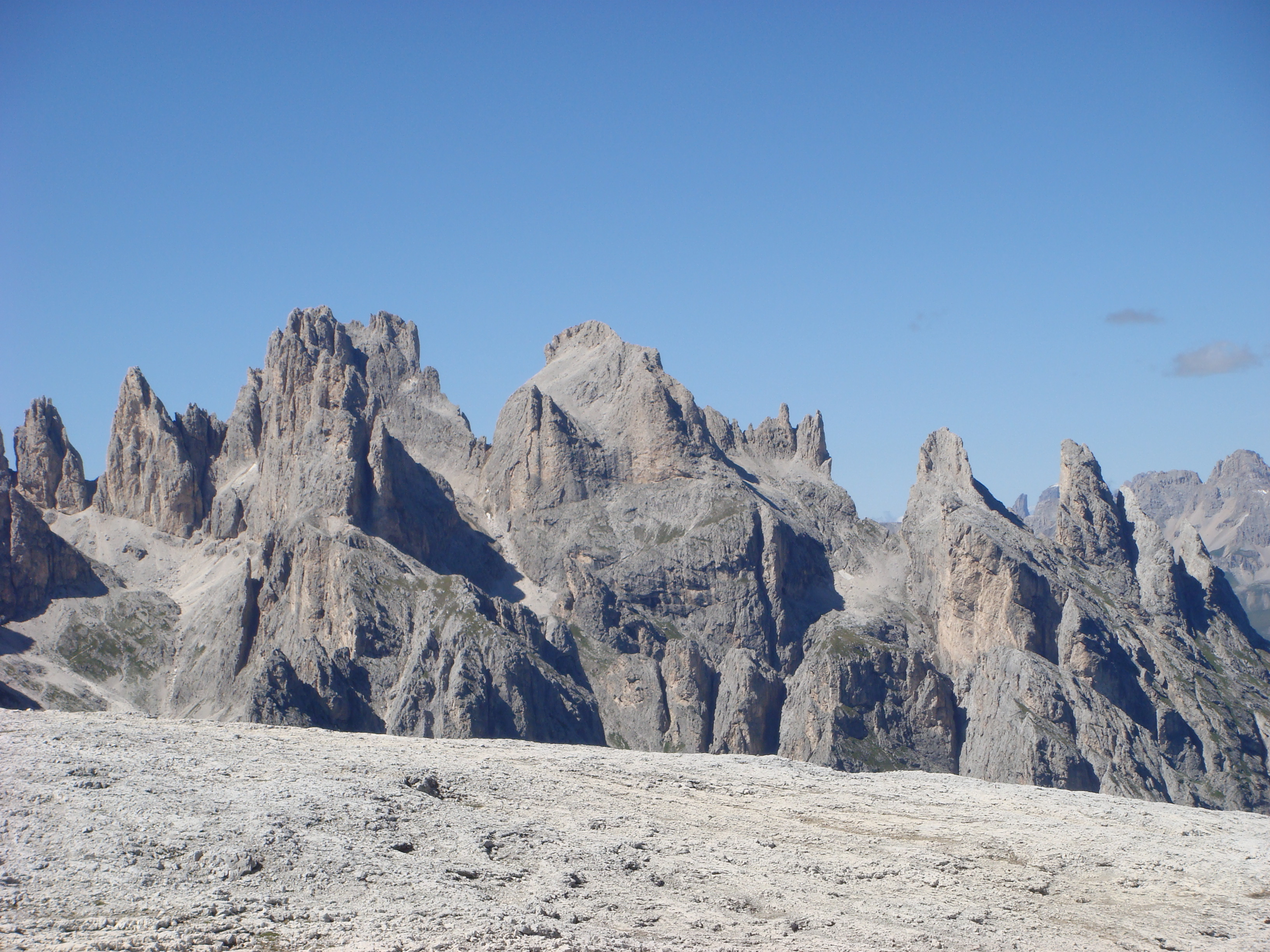
Il versante meridionale del Gruppo del Focobon visto dall'altopiano delle Pale.
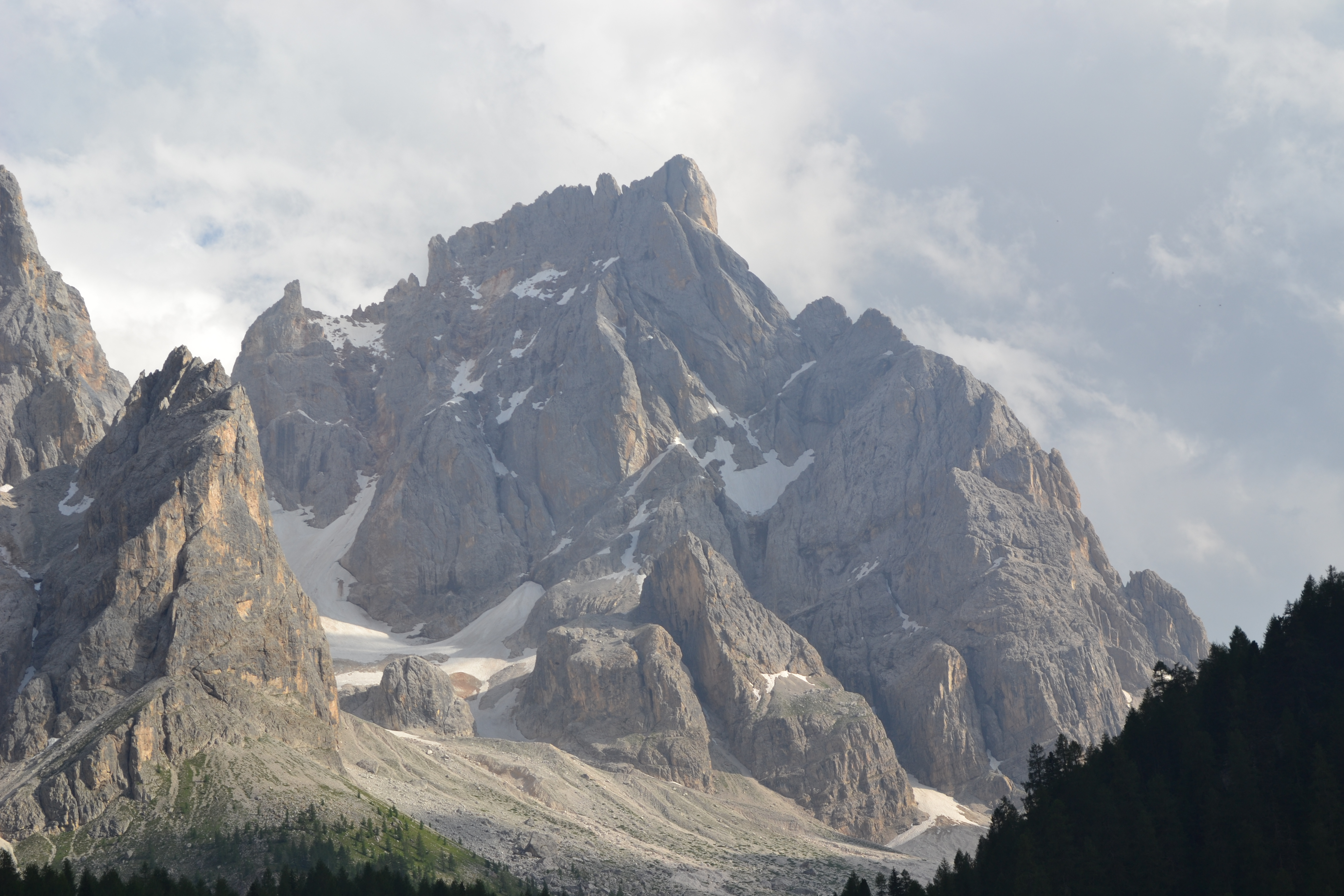
Cimon della Pala con scorcio del ghiacciaio del Travignolo.
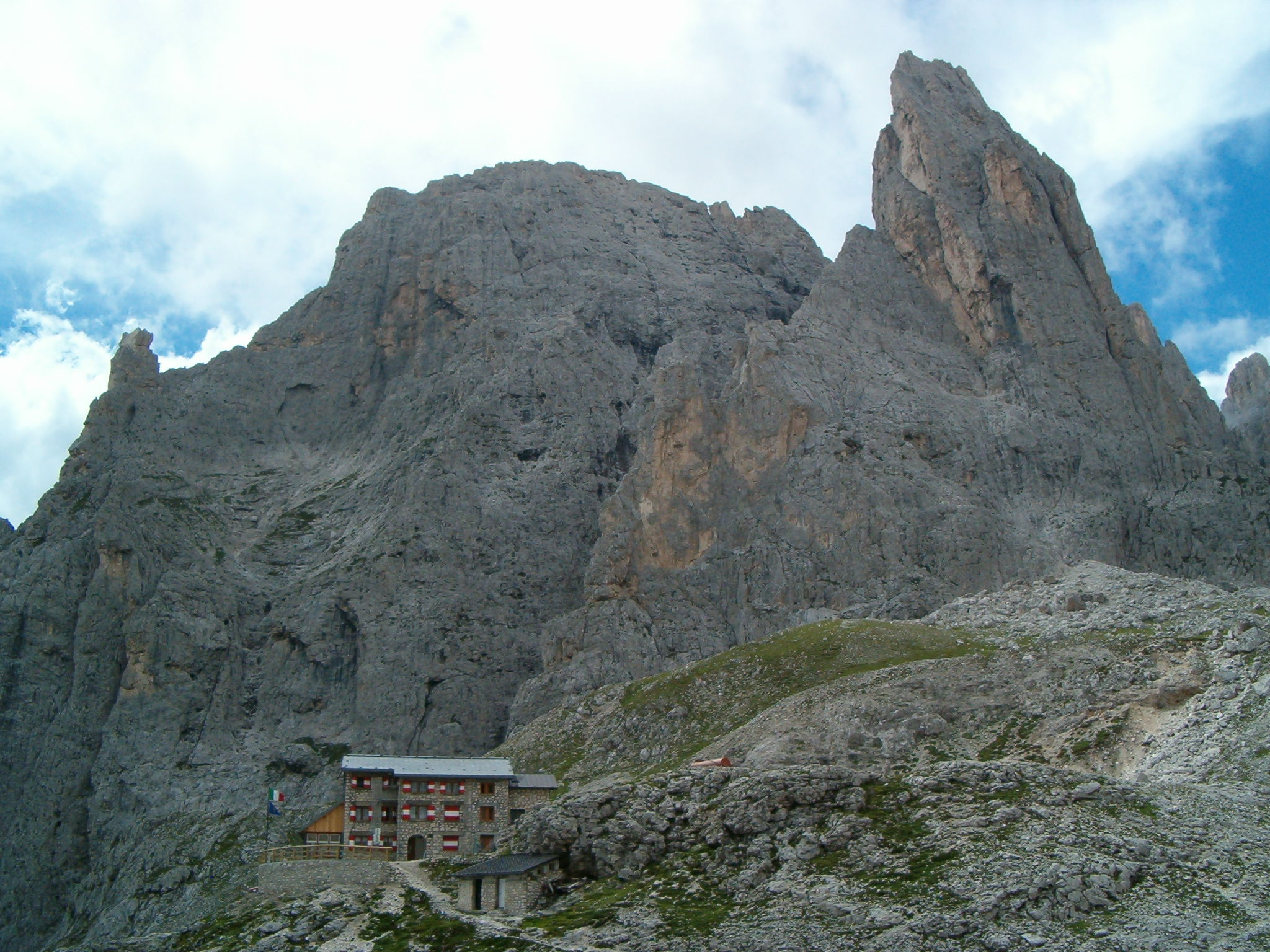
Rifugio Pradidali.
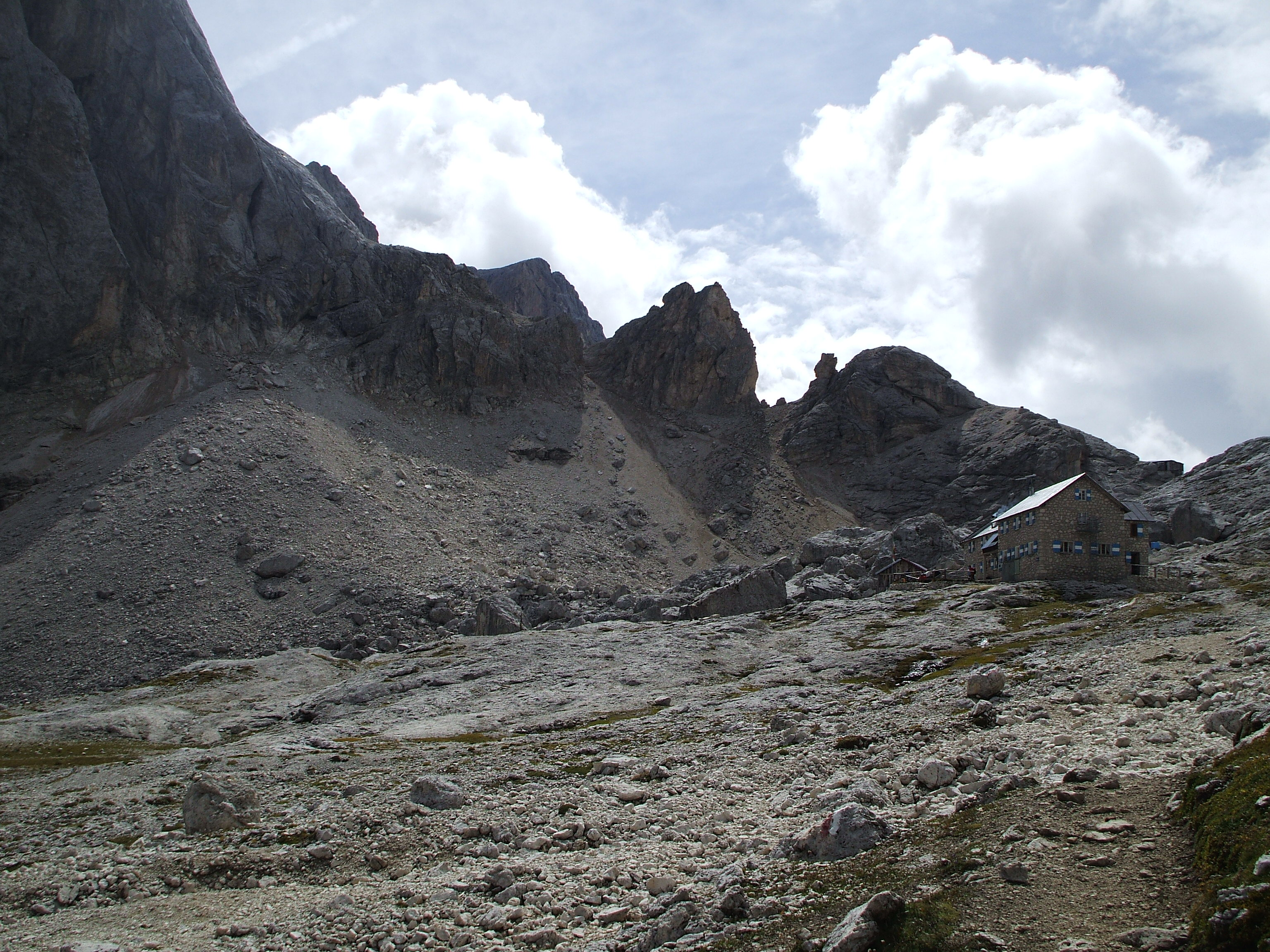
Rifugio Volpi di Misurata al Mulaz.
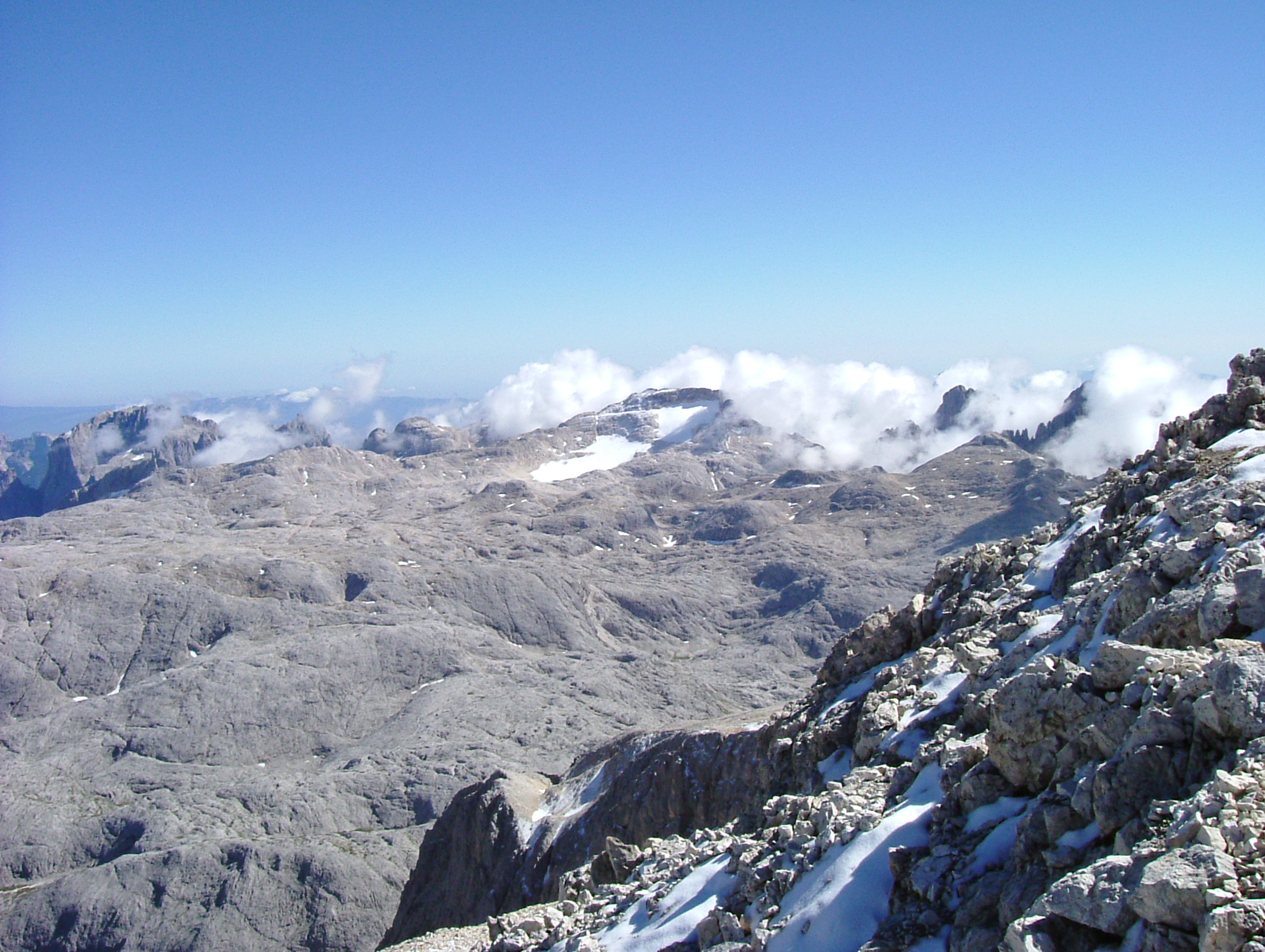
La distesa rocciosa dell'altopiano delle Pale.